# Honami Maeda
Honami Maeda (japanisch 前田 穂南 Maeda Honami; * 17. Juli 1996 in Amagasaki, Präfektur Hyōgo) ist eine japanische Langstreckenläuferin.

## Werdegang
Maeda verbrachte ihre Grund- und Mittelschulzeit in Amagasaki und besuchte später die Osaka-Kun’ei-Joshi-Gakuin-Oberschule in Osaka. 2011 lief sie bei den Mittelschulmeisterschaften ihrer Präfektur über 800 und 1500 Meter in 2:20,97 min und 4:40,10 min jeweils auf Rang 2. In ihrem letzten Schuljahr 2014 gewann das Mädchenteam ihrer Schule die nationalen Ekiden-Meisterschaften der Oberschulen, Maeda kam aber wie auch in den vorhergehenden zwei Jahren als Ersatzfrau nicht zum Einsatz. Im selben Jahr lief sie 3000 Meter in 9:27,07 min.
Nach dem Abschluss der Oberschule schloss Maeda sich 2015 dem Firmenteam des Kaufhauses Tenmaya an. In ihren ersten zwei Jahren bei Tenmaya lief sie Distanzen bis zum Halbmarathon, über 10 Kilometer verbesserte sie sich dabei von Ende 2015 erreichten 33:15 min auf 32:43,42 min Mitte 2016 auf der Bahn und im Halbmarathon erzielte sie im Februar 2016 bei den nationalen Firmenmeisterschaften als Vierzehnte 1:12:50 h.
Ende Januar 2017 debütierte Maeda beim Osaka Women’s Marathon über die Marathondistanz, in 2:32:19 h kam sie dabei auf Platz 12 ins Ziel. Im Sommer verbesserte sie sich als Siegerin des Hokkaidō-Marathons bei schwülwarmem Wetter auf 2:28:48 h und qualifizierte sich damit als erste Frau für den Marathon Grand Championship, dem vom japanischen Leichtathletikverband erstmals ausgeschriebenen nationalen Qualifikationswettkampf für das japanische Marathonteam bei den Olympischen Spielen 2020 im eigenen Land. Das Jahr beschloss sie mit 1:10:22 h und Platz 7 beim Sanyo-Halbmarathon, einem reinen Frauenlauf in Okayama.
Im Januar 2018 verbesserte sich Maeda beim erneuten Start in Osaka als Zweitplatzierte hinter ihrer Landsfrau Mizuki Matsuda weiter auf 2:23:48 h. Danach wurde sie für die Halbmarathon-Weltmeisterschaften drei Monate später im spanischen Valencia nominiert, dort belegte sie in 1:12:09 h Rang 35 und nach Addition der drei besten Einzelergebnisse Platz 4 mit dem japanischen Team. Beim Berlin-Marathon Mitte September gelang ihr in 2:25:23 h (Platz 7) erstmals keine Steigerung über die Marathondistanz, dafür siegte sie im Dezember beim Sanyo-Halbmarathon in Bestzeit von 1:09:12 h.
Im März des Folgejahres gehörte Maeda beim Tokio-Marathon 2019 auf Rang 12 in 2:31:42 h zu den Athleten, die weniger gut mit den nasskalten Bedingungen zurechtkamen. Zur Jahresmitte lief sie beim Halbmarathon in Hakodate in 1:10:23 h hinter ihren Landsfrauen Mao Ichiyama und Yuka Andō auf Platz 3. Im September sicherte sie sich als Siegerin bei dem in Tokio ausgetragenen Marathon Grand Championship die nationale Qualifikation für die Olympischen Spiele 2020. Maeda übernahm dabei in einem trotz schwülwarmer Temperaturen anfangs sehr schnellen Rennen nach etwa zehn Kilometern die Führung, entledigte sich bis zur Hälfte auch ihren letzten folgenden Konkurrentinnen und gewann schließlich in 2:25:15 h deutlich – die Zweitplatzierte Ayuko Suzuki erreichte das Ziel in 2:29:02 h mit über dreieinhalb Minuten Rückstand. Im Dezember startete sie wie in den beiden Vorjahren erneut beim Sanyo-Halbmarathon und steigerte als diesmal Zweite hinter der Britin Charlotte Purdue in 1:09:08 h ihre Bestzeit um vier Sekunden.
Mitte Februar 2020 gewann Maeda die 30 Kilometer in Ōme mit 1:38:35 h und verbesserte damit den Strecken- und Nationalrekord von Mizuki Noguchi, die im Jahr ihres Olympiasieges 2004 in 1:39:09 h gesiegt hatte.
Beim Marathon der Olympischen Sommerspiele 2020, der abweichend in Sapporo stattfand, kam sie als 33. ins Ziel.

## Persönliche Bestzeiten
- 5000 Meter: 15:31,51 min, 18. Juli 2020 in Chitose
- 10.000 Meter: 31:34,94 min, 8. Juli 2020 in Fukagawa
- Halbmarathon: 1:09:08 h, 15. Dezember 2019 in Okayama
- 30-Kilometer-Straßenlauf: 1:38:35 h, 16. Februar 2020 in Ōme (japanischer Rekord)
- Marathon: 2:23:30 h, 31. Januar 2021 in Osaka